# Septembre 1807

## Événements

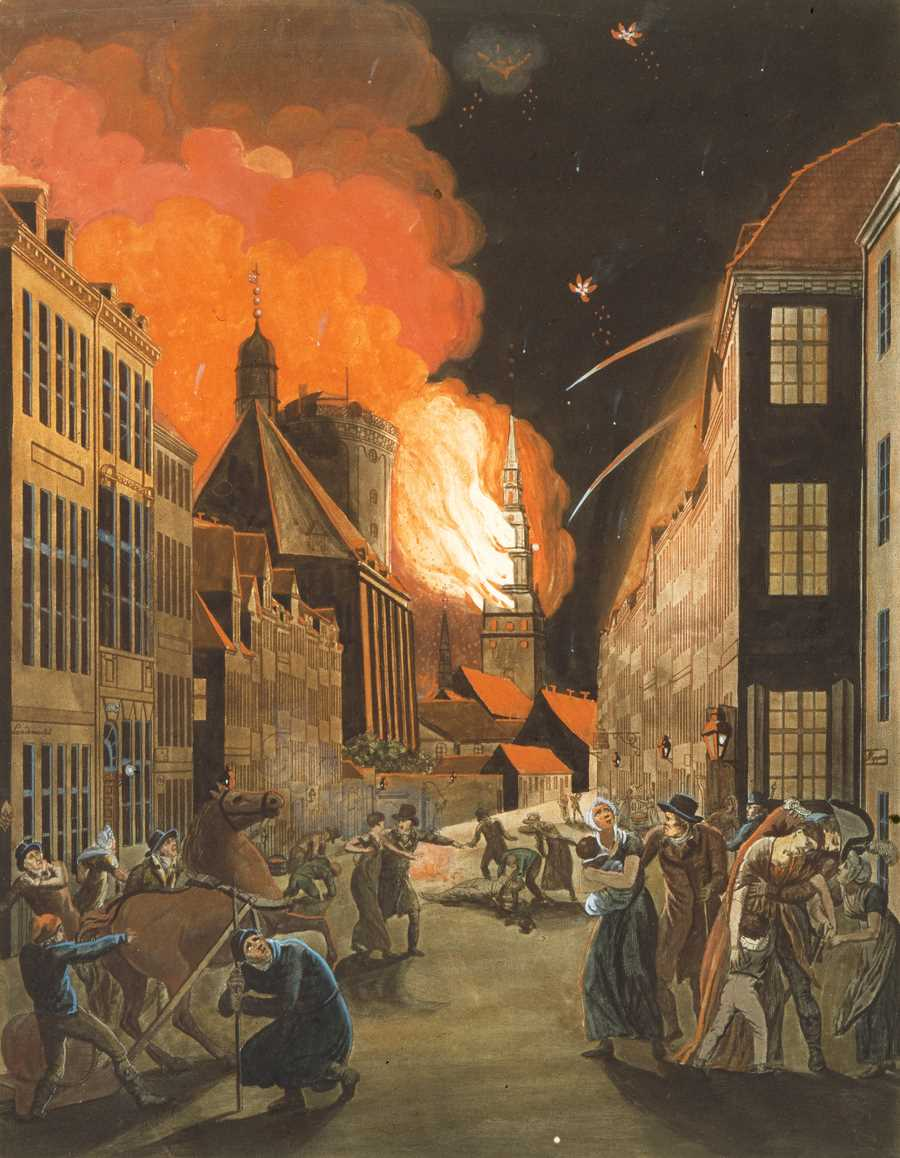
2 - 5 septembre 1807 : bombardement de Copenhague

- 1er septembre : conspiration de Burr. L’ancien vice-président des États-Unis Aaron Burr accusé de tenter de créer dans le Sud-Ouest un État indépendant dont il assurerait la royauté, et d'avoir eu des visées sur le Mexique est acquitté de trahison.

- 5 septembre (24 août du calendrier julien) : armistice russo-turc signé à Slobozia[1].

- 6 septembre : Napoléon Ier reçoit au château de Saint-Cloud une ambassade du sultan du Maroc Mulay Slimane[2]. Le sultan libère les prisonniers chrétiens détenus au Maroc et supprime la course et la traite des esclaves[3].

- 7 septembre : arrivée à Canton de Robert Morrison, premier missionnaire protestant en Chine[4].

- 10 - 11 septembre, France : le Code du commerce entre en vigueur.

- 15 septembre, France : loi de finance. Début de la confection du cadastre napoléonien[5].

- 16 septembre, France : création de la Cour des comptes.

- 19 septembre : les Britanniques se retirent d’Égypte[6]. Méhémet Ali accorde son pardon aux Mamelouks qui ont aidé les Britanniques.

- 20 septembre : promulgation du Code du commerce.

## Naissances
- 6 septembre : Pierre Alexis Francis Bobœuf (mort en 1874), chimiste français.
- 9 septembre : Jean-François Brémond, peintre français († 2 mars 1865).
- 28 septembre : Arnold Henri Guyot (mort en 1884), géologue et géographe suisse, naturalisé américain.

## Décès
- 12 septembre : François Blanchot de Verly, gouverneur du Sénégal.